# Daniel Chartier
Daniel Chartier (né en 1968) est professeur à l'Université du Québec à Montréal (UQAM). Spécialiste de l'imaginaire du Nord, de l'hiver et de l'Arctique, il étudie l'histoire littéraire et culturelle d'un point de vue circumpolaire. Il a proposé d'étendre à la culture les notions de nordicité et d'hivernité proposées par Louis-Edmond Hamelin et fait l'étude comparée de la relation à la nordicité de différentes cultures dans le monde. Il a ainsi proposé la notion d'«imaginaire du Nord», qu'il a défini en termes de circumpolarité, de pluridisciplinarité, ainsi que de diversités culturelle et linguistique. Il suggère aussi une conception du « lieu » comme « superposition des discours », qu'il applique ensuite au « Nord ». Ses travaux visent à «recomplexifier le Nord et l'Arctique» de manière à valoriser la variété des cultures et des langues qui les animent.
Il est le fondateur de Globe : revue internationale d'études québécoises, dont il a été le directeur de 1998 à 2003. Il a aussi dirigé la revue Voix et Images de 2003 à 2007. Durant son mandat, la revue a procédé à la numérisation complète de ses numéros et créé la collection « De vives voix ». Il a fondé et dirige depuis 2003 le Laboratoire international de recherche sur l'imaginaire du Nord, de l'hiver et de l'Arctique. En 2007-2008, Daniel Chartier est devenu le premier titulaire de la Chaire d'études du Québec contemporain de l'Université Paris 3 - Sorbonne Nouvelle, pour un mandat d'un an,. En 2009, il est récipiendaire de deux octrois du Fonds des leaders du Fondation canadienne pour l'Innovation, ce qui permet de créer la plus importante base de données sur les représentations culturelles du Nord et de l'Arctique. Il a été directeur (2011-2014) du Centre de recherche interuniversitaire sur la littérature et la culture québécoises (CRILCQ) à l'Université du Québec à Montréal. De 2015 à 2019, il a été titulaire d'une Chaire de recherche sur l'imaginaire du Nord, de l'hiver et de l'Arctique à l'Université du Québec à Montréal. Il dirige aujourd'hui le Laboratoire international de recherche sur l'imaginaire du Nord, de l'hiver et de l'Arctique. Il dirige aussi aux Presses de l'Université du Québec les collections «Jardin de givre», «Droit au pôle», «Imagoborealis», ainsi que la collection «Isberg». Il est depuis 2021 co-directeur de l'Axe Sociétés et Cultures à l'Institut nordique du Québec. Son travail a donné lieu à une trentaine de livres et à plus de 500 interventions publiques.
Ses recherches portent à la fois sur l'histoire littéraire du Québec, le pluralisme culturel, l'imaginaire du Nord et de l'Arctique et les perspectives pluridisciplinaires,, y compris celles des Inuits et des autres peuples autochtones du Nord. Il a codirigé le projet «Iceland and Images of the North» à l'Académie de Reykjavik, un projet de « mise en valeur du patrimoine écrit du Nunavik » dans le cadre de l'année polaire internationale. Il a également participé au projet « La vie littéraire au Québec » sous la direction de Denis Saint-Jacques et Lucie Robert pour lequel il a été conominé au Prix du Canada pour  l'œuvre collective La vie littéraire au Québec, tome VI. 1919-1933 : Le nationaliste, l'individualiste et le marchand . En 2010, il publie un essai de l'évolution de l'image de l'Islande dans la presse étrangère pendant la crise économique de 2008, ensuite traduit en anglais à Londres et Reykjavik sous le titre The End of Iceland's Innocence.  Daniel Chartier y étudie et commente l'hyperbole journalistique qu'il décrit à propos de la crise financière de la fin des années 2000 en Islande.  Depuis 2012, il représente l'UQAM à l'Université de l'Arctique. Son essai sur Qu'est-ce que l'imaginaire du Nord? Principes éthiques a été publié en 15 éditions différentes en autant de langues du Nord et de l'Arctique, y compris l'inuktitut, le yakoute et le sâme du Nord. Ses travaux sur les littératures inuites ont permis de nombreuses initiatives de mise en valeur des littératures inuites, plusieurs éditions et traductions d'œuvres du Groenland, du Nunavik et du Nunatsiavut, dont celles de Kelly Berthelsen, Lana Hansen, Taamusi Qumaq et Niviaq Korneliussen.

## Publications
- 1999 : Guide de culture et de littérature québécoises : les grandes œuvres, les traductions, les études, les adresses culturelles
- 2000 : L'émergence des classiques : la réception de la littérature québécoise des années 1930[6]
- 2003 : Les études québécoises à l'étranger : problèmes et perspectives
- 2003 : Dictionnaire des écrivains émigrés au Québec, 1800-1999
- 2004 : Le guide de la culture au Québec : littérature, cinéma, essais, revues[6]
- 2004 : La littérature québécoise en 10, 25 et 100 grandes œuvres ; Le cinéma québécois en 10, 25 et 100 grandes œuvres
- 2002 : Methodology, problems and perspectives in Québec studies
- 2007 : Bibliographie sur l'imaginaire du Nord (en 4 langues : français, anglais, suédois et islandais)
- 2008 : Le(s) Nord(s) imaginaire(s)[6]
- 2010 : La spectaculaire déroute de l'Islande
- 2010 : The End of Iceland's Innocence[6]
- 2011 : Le harpon du chasseur , par Markoosie. Introduction, notes et chronologie de Daniel Chartier
- 2011 : Sumarliði R. Ísleifsson, en collaboration avec Daniel Chartier [dir.], Iceland and Images of the North, Québec, Presses de l'Université du Québec, coll. «Droit au Pôle», 2011, 624p.  (ISBN 978-2-7605-3085-0)
- 2012 : L'Impératrice de l'Ungava , par Alexandre Huot (1927). Introduction, notes et chronologie de Daniel Chartier
- 2012 : Des veines du cœur au sommet de la pensée , par Aqqaluk Lynge. Introduction, notes et chronologie de Daniel Chartier
- 2014 : Stéphanie Vallières, Daniel Chartier et Marie Parent [dir.], L'idée du lieu, Montréal, Centre de recherche Figura sur le texte et l'imaginaire, coll. «Figura», 2014, 214p.  (ISBN 978-2-923907-32-1)
- 2015 : Stéphanie Bellemare-Page, Maria Walecka-Garbalinska, Alice Pick Duhan et Daniel Chartier [dir.], Le lieu du Nord. Vers une cartographie des lieux du Nord, Québec, Presses de l'Université du Québec, coll. «Droit au Pôle», 2015, 258p.  (ISBN 978-2-7605-4152-8)
- 2018 : Daniel Chartier, Qu'est-ce que l'imaginaire du Nord? Principes éthiques, Montréal et Harstad (Norvège), Imaginaire Nord et Arctic Arts Summit, coll. « Isberg », 2018, 157p.  (ISBN 978-2-923385-24-2) Ce livre a aussi été publié en anglais, suédois, norvégien, danois, sâme du Nord, russe, yakoute, inuktitut, estonien, finnois, japonais, allemand, islandais et féroïen.
- 2020 : Daniel Chartier, Dmitry Zamyatin, Ekaterina Romanova et Olga Lavrenova, Géocultures. Méthodologies russes sur l’Arctique, Montréal, Imaginaire Nord, coll. «Isberg», 2020, 100 p.  (ISBN 978-2-923385-40-2)

## Prix et distinctions
Il est cofinaliste en 2012 au Prix du Canada pour sa participation à l'œuvre collective La vie littéraire au Québec, tome VI. 1919-1933 : Le nationaliste, l'individualiste et le marchand. En 2014, il est nommé titulaire de la Chaire de recherche sur l'imaginaire du Nord, de l'hiver et de l'Arctique.